# Axixá
Axixá är en kommun i Brasilien.   Den ligger i delstaten Maranhão, i den nordöstra delen av landet, 1 500 km norr om huvudstaden Brasília. Antalet invånare är 11 425. Arean är 203 kvadratkilometer.
Terrängen i Axixá är platt.
I omgivningarna runt Axixá växer i huvudsak städsegrön lövskog. Runt Axixá är det ganska glesbefolkat, med 42 invånare per kvadratkilometer.